# Chiesa del Santo Sepolcro (Pisa)
La chiesa del Santo Sepolcro è un edificio a pianta centrale (ottagonale) di Pisa, posto a metà tra la storica via San Martino e il Lungarno, in piazza del Santo Sepolcro.

## Storia

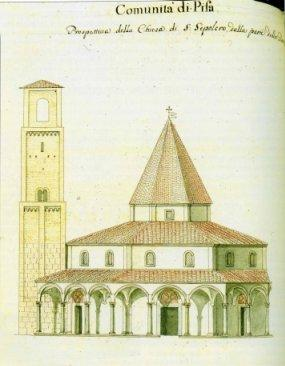
La chiesa prima del restauro ottocentesco, in un rilievo del 1717

Risulta già esistente nel 1113 e pertanto la costruzione avvenne nel XII secolo, come parte di un complesso edilizio destinato all'ordine degli Ospitalieri di San Giovanni di Gerusalemme e non ai Templari come spesso viene erroneamente divulgato.
L'ospedale gerosolimitano sorse non lontano dall'Arno, poco fuori le mura nel borgo di Chinzica, un quartiere commerciale di nuova urbanizzazione.
Il progetto è generalmente attribuito a Diotisalvi, lo stesso costruttore del Battistero di Pisa. Tale attribuzione è dovuta ad una lapide posta sul campanile, quasi addossato sul lato nord, che riporta:
La scritta sembra identificare Diotisalvi come costruttore dell'edificio, tuttavia su tale identificazione sono sorti dubbi, anche perché la lapide è posta sul campanile.
La datazione proposta tra i vari autori oscilla tra gli ultimi ed i primi decenni del XII secolo e si discute se abbia anticipato o seguito il Battistero di Pisa, con il quale ha comunque delle caratteristiche in comune.
In seguito il complesso passò all'Ordine dei Cavalieri di Malta, erede degli Ospedalieri. Dal 1817, quando l'ordine fu soppresso, conobbe un periodo di degrado, fino all'intervento di restauro, intrapreso nel 1849, che portò alla luce il livello di pavimento originale che venne così a trovarsi oltre un metro sotto il livello della piazza circostante.
Per restituire all'edificio il suo volto medievale, si decise inoltre la demolizione del loggiato rinascimentale e delle volte in muratura dell'ambulacro interno, la rimozione di arredi barocchi ed il ripristino di alcune finestre.

## Descrizione

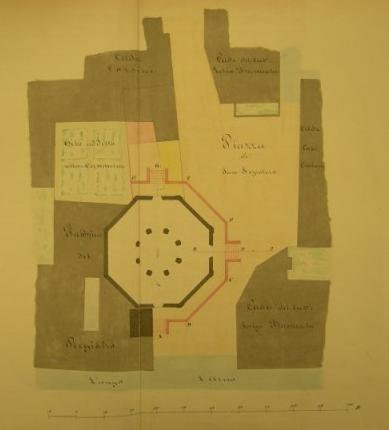
La pianta della chiesa e degli spazi circostanti in un disegno ottocentesco

L'edificio presenta un ambiente centrale delimitato da otto pilastri pentagonali di pietra calcarea che sostengono tramite archi a sesto acuto, un tamburo rialzato e finestrato, anch'esso in pietra, coperto da una cuspide piramidale in laterizio lasciato a vista all'interno. Tale vano centrale è circondato da un ambulacro anch'esso ottagonale, in origine di minor altezza o forse dotato di un ballatoio (matroneo), delimitato dal muro perimetrale in pietra, coronato da una cornice con elementi vegetali e circondato, fino alla metà del 1800, da un porticato cinquecentesco.
L'edificio presenta i segni di diverse fasi costruttive o di ripensamenti, tuttavia presenta una precisa definizione geometrica sia nel disegno complessivo che nei particolari e nella disposizione sterometrica dei blocchi lapidei. Tra l'altro risulta inscrivibile, nella sua interezza, in un cubo di circa 23,90 m (41 braccia).
Gli accessi sono costituiti da tre portali posti a sud, ovest e nord; non è escluso che esistesse anche un portale est, cioè che l'edificio fosse libero su tutti i lati e non addossato ad un corpo di fabbrica come attualmente.
I portali, con caratteri stilistici diversi, conservano elementi classicheggianti, decorazioni fitomorfe e teste leonine marmoree.

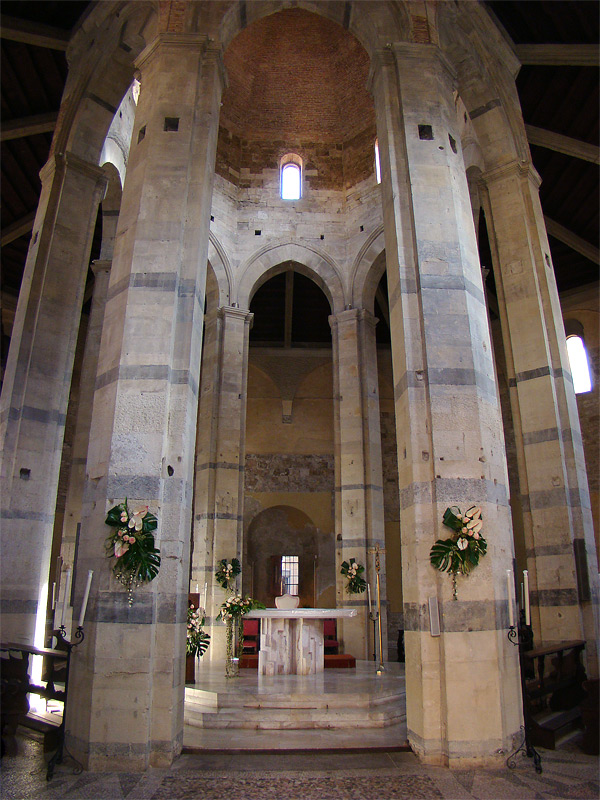
L'interno

L'arredo interno, ristrutturato nel 1720 in forme barocche per volontà del Gran Priore dell'Ordine di Malta Tommaso del Bene, fu nuovamente modificato profondamente nel restauro del XIX secolo. Conserva il busto-reliquiario di Santa Ubaldesca (XV secolo) con la secchia che si ritiene appartenuta alla santa, con la quale attingeva al pozzo santo all'interno della chiesa, alla destra della porta d'ingresso chiuso da una grata di metallo. Molto conosciuta è anche la lastra tombale di Maria Mancini, nipote del cardinale Mazzarino e favorita del Re Sole Luigi XIV di Francia. All'interno della chiesa anche un interessante dipinto quattrocentesco su tavola, la Madonna col Bambino.
Il nome Santo Sepolcro ha origine dalla crociata guidata dall'arcivescovo di Pisa Daiberto. I pisani al loro rientro in patria vollero costruire un edificio che fosse, insieme, chiesa, ospedale, albergo e convento. 
La struttura è ispirata a quella degli edifici sacri di Gerusalemme, l'interno riproduce il Santo Sepolcro, mentre l'esterno ottagonale ricorda la moschea di Omar che all'epoca delle prime crociate si riteneva fosse il Tempio di Salomone.
L'edificazione di chiese, generalmente a pianta centrale, di forma ottagonale o circolare, fu comune in tutta Europa nel XII secolo, a seguito delle prime crociate, a imitazione del Santo Sepolcro di Gerusalemme e in particolare della parte chiamata Anastasis dell'antica basilica costantiniana; ricordiamo ad esempio quella di Bologna, inserita nel complesso di Santo Stefano, quella di Cambridge, e la Temple Church di Londra.

## Altre immagini

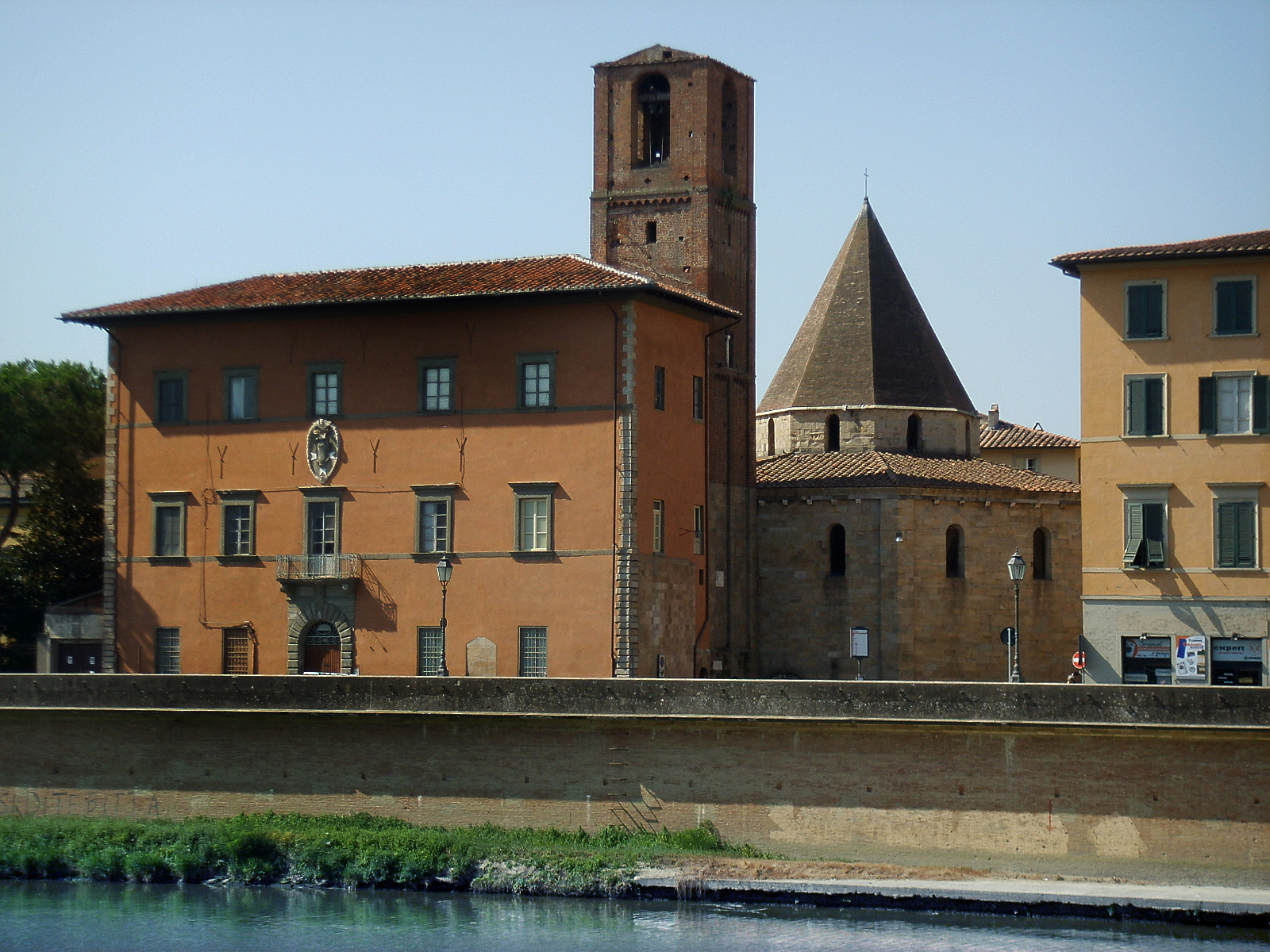
Veduta dal lungarno
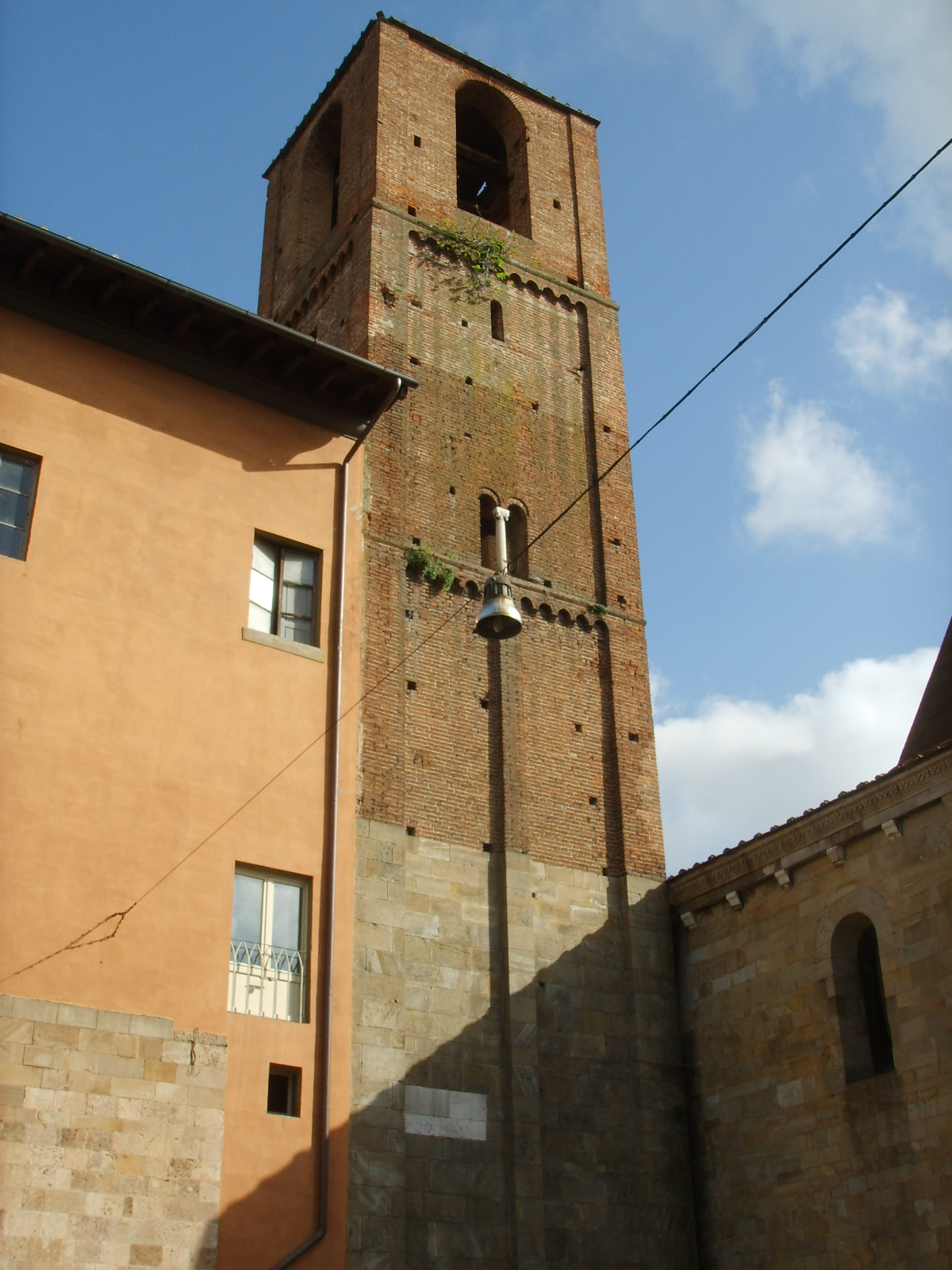
Campanile
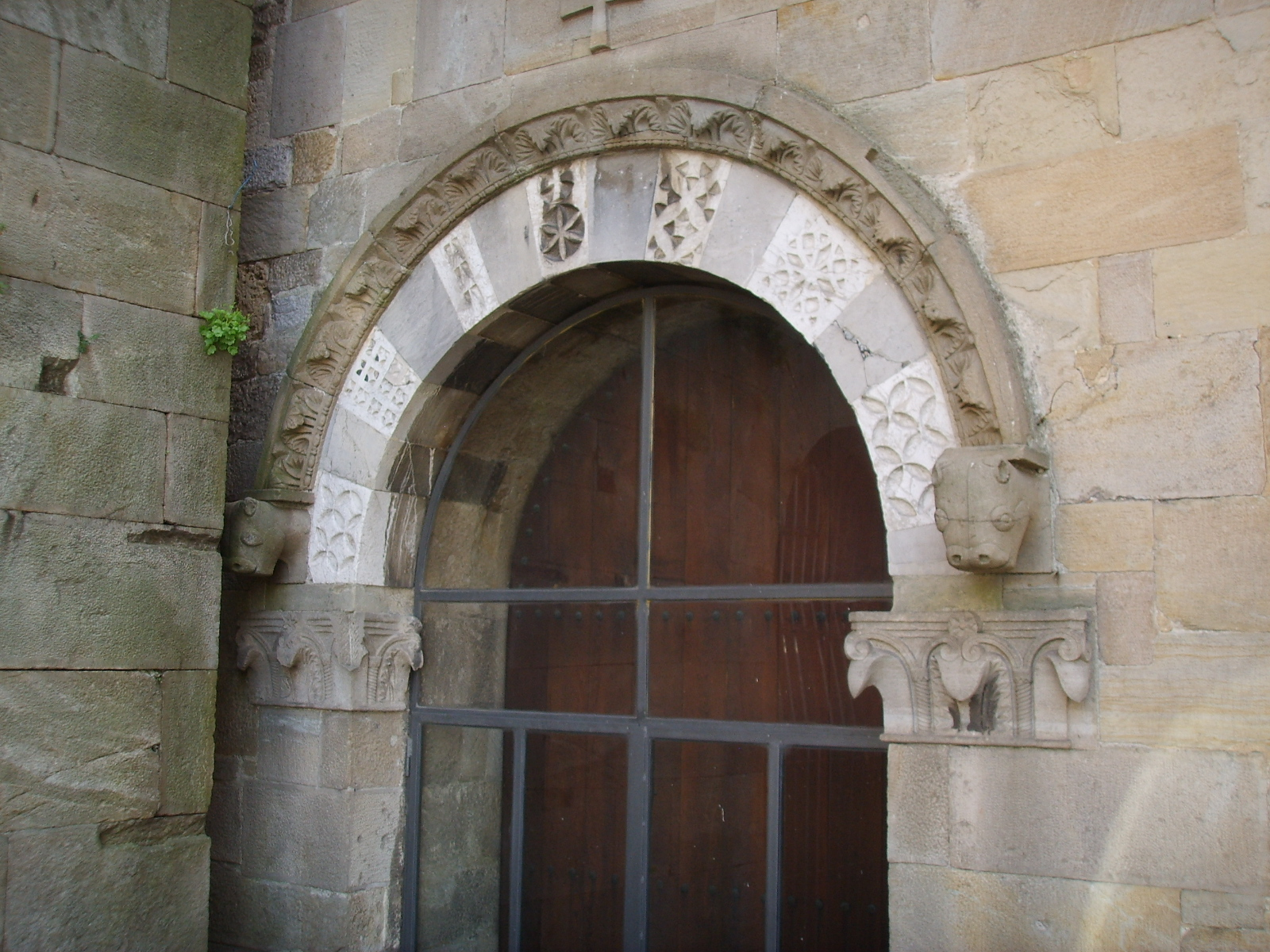
Portale sinistro
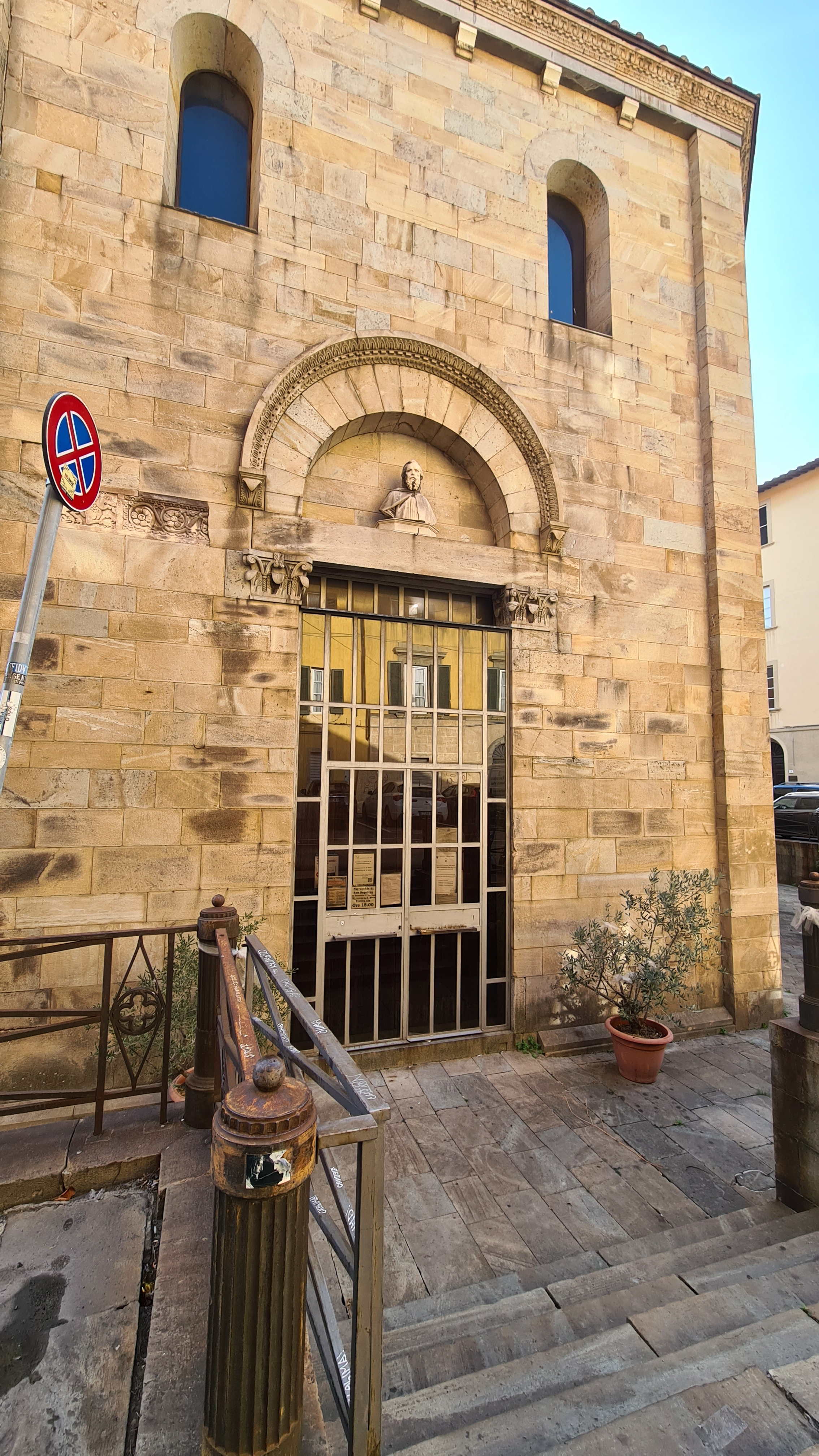
Portale centrale
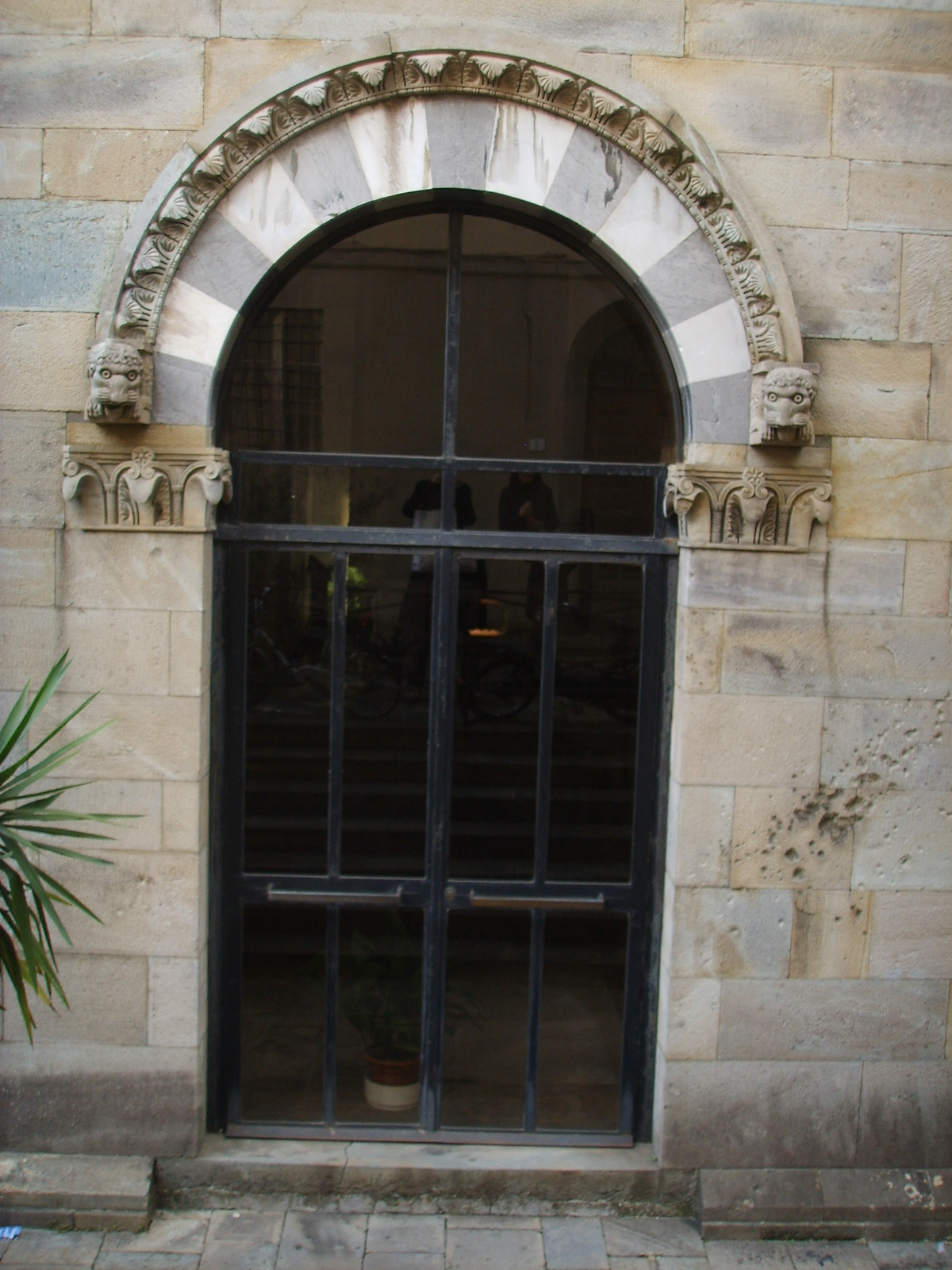
Portale destro
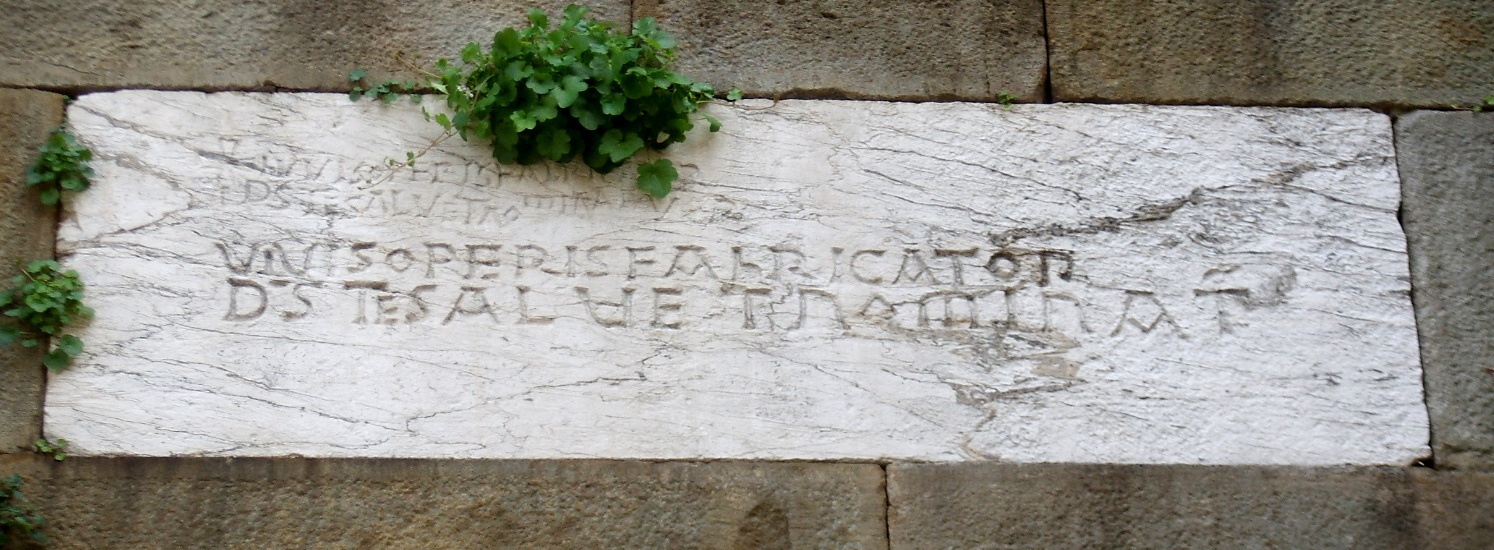
Lapide di Diotisalvi
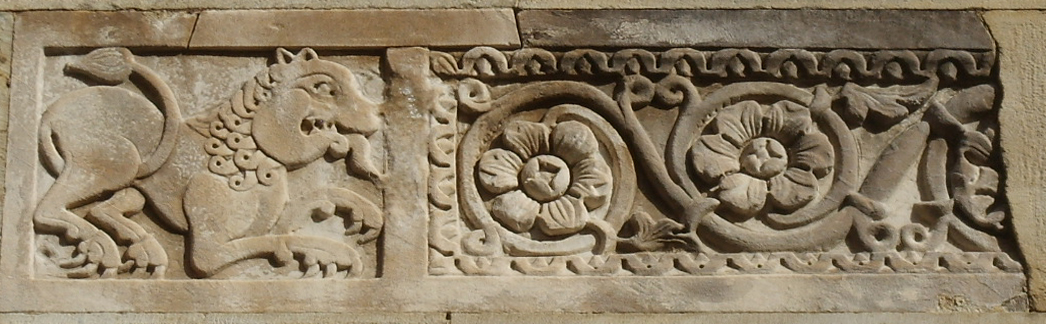
Bassorilievo
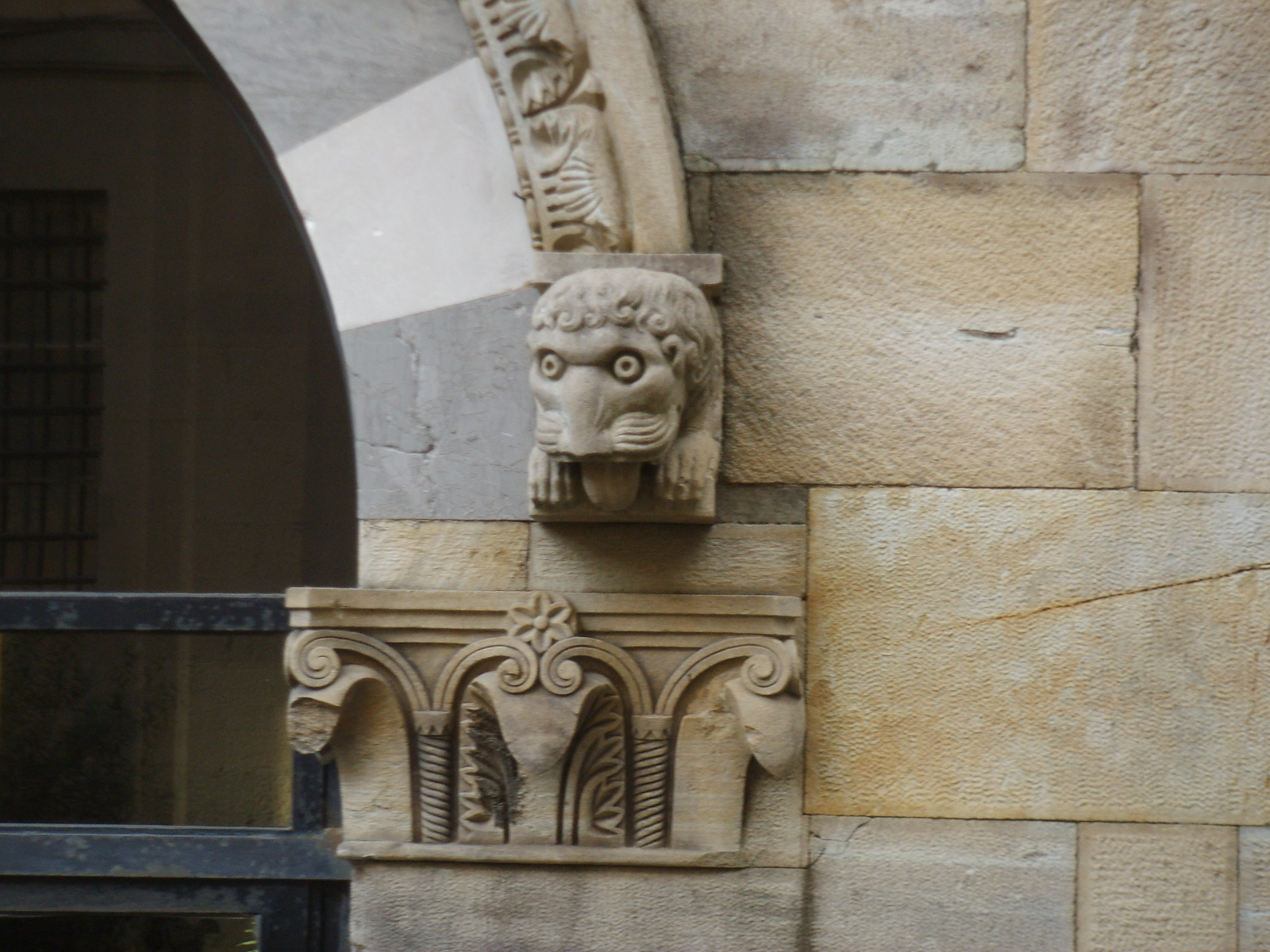
Leone scolpito
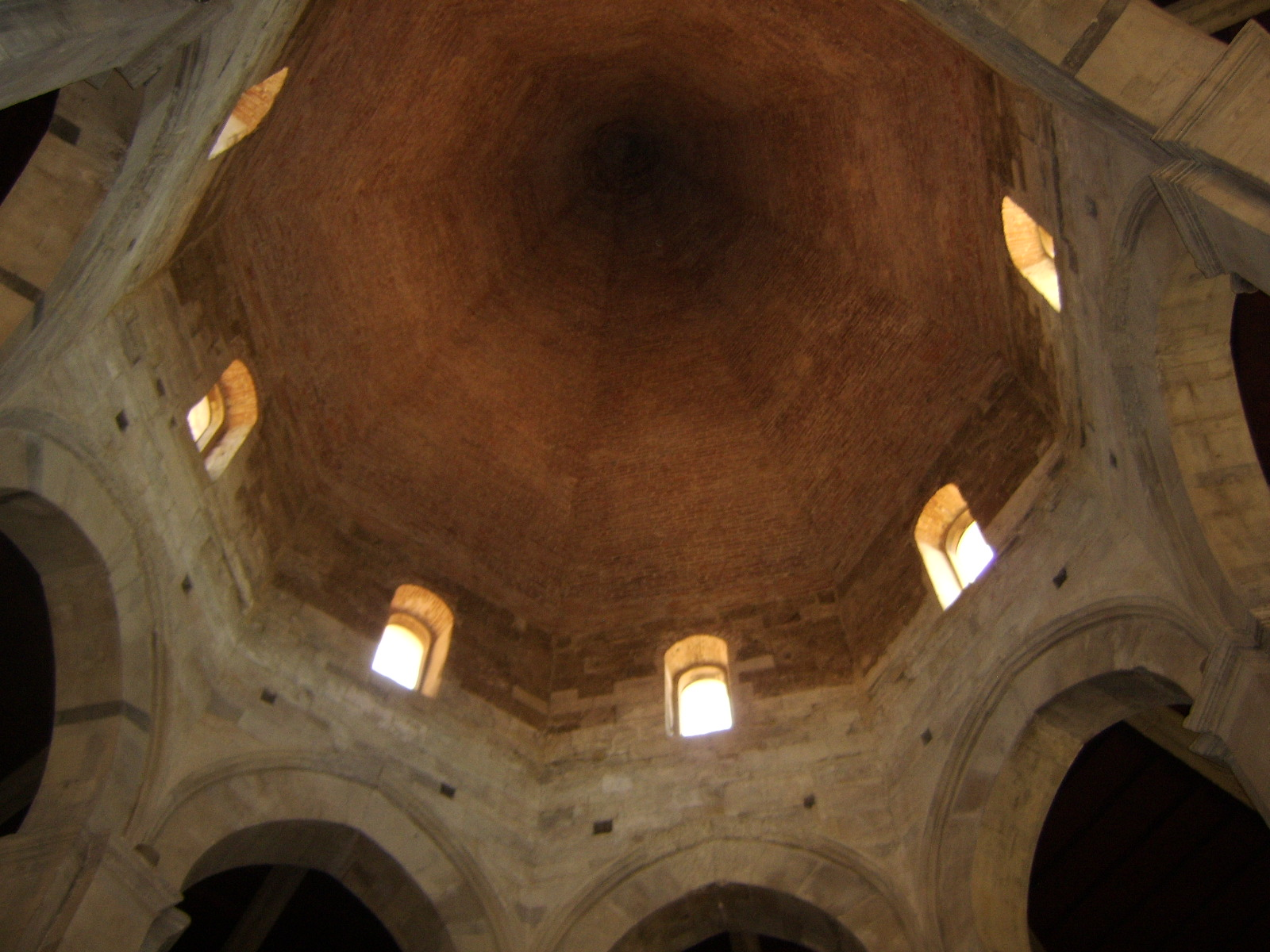
La cupola, veduta interna

## Opere già in loco
- Croce della chiesa del Santo Sepolcro, ora nel Museo nazionale di San Matteo a Pisa